# Sphenomorphus dorsicatenatus
Sphenomorphus dorsicatenatus är en ödleart som beskrevs av  Deraniyagala 1953. Sphenomorphus dorsicatenatus ingår i släktet Sphenomorphus och familjen skinkar.
Artens utbredningsområde är Sri Lanka. Inga underarter finns listade i Catalogue of Life.